# Haashville
Haasville es el séptimo álbum de estudio del dúo estadounidense Ha*Ash formado por las hermanas Ashley Grace y Hanna Nicole. Se lanzó el 31 de octubre de 2024 por la compañía discográfica Sony Music Latin. El disco que cuenta con 11 temas y se caracteriza por los géneros pop, country,  además de la balada romántica.
Previamente a su lanzamiento, al igual que su último disco de estudio Haashtag (2022), Ha*Ash lanzó 6 canciones de manera anticipada; «Te acuerdas», «Todavía no», «1, 2, 3 segundos», «El cielo te mandó para mi», «I Got It» y «Nuestro camino». Del mismo modo, para su promoción el dúo se embarcó en la Gira Haashville, que tendrá pasó por Norteamérica, Sudamérica y Centroamérica.

## Antecedentes y desarrollo
Tras el lanzamiento de «Mi salida contigo» en agosto de 2022, y la publicación de su sexto álbum de estudio Haashtag en noviembre, la banda no publicó nuevos temas, sólo lanzaron ese mismo mes un vídeo musical de «Tenían razón» del mismo álbum. En agosto de 2023, la banda anunció nueva música y dos días después publicó el título y un enlace para pre-guardarla, donde se reveló que el tema formaría parte de su nuevo material discográfico.
A fines de mayo el dúo empezó a publicar pistas de lo que sería su nueva etapa musical con nuevas fechas de conciertos e imágenes con estilo country, generó musical con las que se dieron a conocer en 2002. El nombre del disco es un cruce de palabras entre su nombre artístico y Nashville, una de las ciudades donde la banda preparó su tercer álbum de estudio Habitación doble (2008).

## Promoción
Como anticipo de su nuevo disco, al igual que su último disco de estudio Haashtag (2022), Ha*Ash comenzó a revelar varias canciones como adelanto, publicándose seis de ellas antes del lanzamiento de su nuevo material discográfico.
El 15 de agosto de 2023, la agrupación confirmó una colaboración con la banda Reik. «Te acuerdas» se lanzó oficialmente junto a su vídeo oficial el 17 de agosto de 2023 como primer sencillo del disco. La segunda pista revelada del material fue «Todavía no», una colaboración con Nanpa Básico. Como nuevas canciones, el grupo lanzó «1, 2, 3 segundos» con Adriel Favela y «El cielo te mandó para mí».

### Gira musical
Finalmente el 29 de mayo, el dúo anunció la Gira Haashville con sus primeras cuatro presentaciones en Monterrey, Guadalajara y dos en Ciudad de México. El 4 de junio, Ha*Ash con un vídeo en sus redes sociales anunció las primeras 22 fechas de la gira. El 24 de junio, la banda publicó las primeras 28 fechas de su gira por Estados Unidos y Canadá, siendo su debut en el último país.

## Lista de canciones
Créditos adaptados de Apple Music y Allmusic.

| Edición estándar |                                         |                                                                                       |                                                |          |  |
| N.º              | Título                                  | Escritor(es)                                                                          | Director(es)                                   | Duración |  |
| 1.               | «Te acuerdas» (con Reik)                | Ashley Grace · Hanna Nicole · Pablo Preciado                                          | Julio Reyes                                    | 3:14     |  |
| 2.               | «Todavía no» (con Nanpa Básico)         | Ashley · Hanna · Francisco Rosero · Ale Zéguer                                        | Felipe Mejía · Alberto Hernández               | 3:18     |  |
| 3.               | «1, 2, 3 segundos» (con Adriel Favela)  | Adriel Favela · Daniyel Valenzuela · David Valenzuela                                 | Felipe González · German Duque · Adriel Favela | 3:17     |  |
| 4.               | «El cielo te mandó para mí»             | Ashley · Hanna · José Luis Ortega                                                     | Julio Reyes                                    | 2:50     |  |
| 5.               | «I Got It»                              | Ashley · Hanna · Jerry Flowers · Andrew M Dorff                                       | George Noriega                                 | 3:08     |  |
| 6.               | «Nuestro camino» (con Joss Favela)      | Joss Favela                                                                           | Ricardo Orrantia                               | 3:25     |  |
| 7.               | «A las 12 te olvidé» (con Elena Rose)   | Ashley · Hanna · Andrea Mangiamarchi · David Aguilar · Lalo Guzmán · Isabel Rodriguez | Noriega                                        | 3:44     |  |
| 8.               | «Te apuesto» (con María José)           | Ashley · Hanna · Ortega · González                                                    | Noriega                                        | 3:45     |  |
| 9.               | «Más fuerte que yo» (con Carlos Rivera) | Ashley · Hanna · Carlos Rivera · González                                             | Noriega                                        | 3:43     |  |
| 10.              | «Cada día un poco más»                  | Ashley · Hanna · Horacio Palencia                                                     | Noriega                                        | 3:09     |  |
| 11.              | «Karma»                                 | Ashley · Hanna · González ·German Duque                                               | Hanna* · Noriega                               | 3:23     |  |

### Formatos
- CD - Edición de un disco con 11 pistas.[20]
- Descarga digital - contiene los once temas de la versión CD.[20]

## Historial de lanzamiento
| País   | Fecha                 | Edición                     | Discográfica      | Ref    |
| ------ | --------------------- | --------------------------- | ----------------- | ------ |
| Varios | 31 de octubre de 2024 | Descarga digital, Streaming | Sony Music México | [ 20 ] |
| México | 31 de octubre de 2024 | CD                          |                   |        |